# Listă de filme de mister
Aceasta este o listă cronologică de filme de mister, împărțită după decenii:
- anii 1930
- anii 1940
- anii 1950
- anii 1960
- anii 1970
- anii 1980
- anii 1990
- anii 2000
- anii 2010
- anii 2020

## Vezi și
- Listă de filme de comedie de mister